# زي ماريا (لاعب كرة قدم مواليد 1931)
زي ماريا (بالبرتغالية: José Maria de Carvalho Sales‏) هو لاعب كرة قدم برازيلي في مركز الوسط، ولد في 3 ديسمبر 1931 في بليم في البرازيل، وتوفي في 21 مارس 2021. لعب مع سبورت ريسيفي.

## وصلات خارجية
- زي ماريا (لاعب كرة قدم مواليد 1931) على موقع قاعدة بيانات كرة القدم.إي يو (الإنجليزية)
- زي ماريا (لاعب كرة قدم مواليد 1931) على موقع ناشيونال فوتبول تيمز (الإنجليزية)
- زي ماريا (لاعب كرة قدم مواليد 1931) على موقع عالم كرة القدم.نت (الإنجليزية)